# 亨利二世 (香槟)
亨利二世（1166年7月29日—1197年9月10日）是香槟伯爵亨利一世的长子。他的母亲玛丽是法兰西国王路易七世的女儿。他的姑妈香檳的阿黛勒是路易七世的第三任妻子，生下了法兰西国王腓力二世。亨利二世原本与埃诺的伊莎贝拉订婚，但是伊莎贝拉的父亲后来却将其嫁给了腓力二世，导致后来法国宫廷中阿黛勒派系和伊莎贝拉派系交恶。
公元1181年其父去世后，其母摄政直到1187年。1190年，亨利二世参加第三次十字军东征。1192年，在耶路撒冷女王伊莎贝拉一世的丈夫康拉德一世遇刺去世八天后迎娶了女王，成为耶路撒冷国王。一些史学家用浪漫的笔调描述伊莎贝拉一世见到这位比前夫年轻二十岁的英俊男子后一见钟情，请求亨利二世娶她。但对于伊莎贝拉来说，获得一位丈夫来保卫她的王国更为重要。由于当时复杂的政治局势，部分人也质疑康拉德去世和两人迅速结婚可能暗藏丑闻。
公元1197年，亨利二世从宫殿一楼的窗户坠落后去世。伊莎贝拉一世迅速再婚，香槟伯爵之位则由亨利二世的弟弟蒂博三世继承。亨利二世为香槟伯国留下了几个难题：由于他在耶路撒冷的远征和婚姻，香槟伯国耗资甚巨；亨利二世与伊莎贝拉一世的两名女儿屡次发难要求继承权，香槟伯国只好支付巨资摆平。